# Hyptia femorata
Hyptia femorata är en stekelart som beskrevs av Henry Keith Townes, Jr. 1949. Hyptia femorata ingår i släktet Hyptia och familjen hungersteklar. Inga underarter finns listade i Catalogue of Life.